# Koš (poen)
Koš je pojam u košarci koji se koristi za praćenje postignutih poena u igri. Naziv potječe od obruča koji ima oblik koša i kroz koji se ubacuje lopta.

## Vrijednost poena
U početku razvoja košarke, svaki koš vrijedio je jedan poen. Godine 1896. uvedeno je pravilo da koš postignut iz igre vrijedi 2 poena, a koš iz slobodnog bacanja vrijedi 1 poen. To pravilo dopunjeno je 1967. - uvedena je "linija 3 poena", kružni luk s polumjerom iz centra koša. Duljina polumjera se mijenjala vremenom i sada (od listopada 2010.) iznosi 6,75 m po pravilima FIBA i WNBA i 7,24 m (6,70 m sa strane, zbog prostora do ivice terena) u NBA.
Koševi nose različiti broj poena, zavisno od situacije iz koje su postignuti:
- Iz slobodnog bacanja - 1 poen,
- Unutar linije 3 poena - 2 poena i
- Izvan linije 3 poena - 3 poena.

Momčad koja do kraja utakmice ostvari više poena, pobjednik je te utakmice. U slučaju istog broja poena, rezultat je neriješen i igraju se produžeci do konačne pobjede.

## Statistika poena u NBA

### Regularni dio
- Najviše postignutih poena u karijeri: LeBron James (39 750 poena)
- Najviši prosjek poena u karijeri: Michael Jordan (30,12 poena)
- Najviše postignutih poena u jednoj sezoni: Wilt Chamberlain (4 029, u sezoni 1961./62.)
- Najviši prosjek poena u jednoj sezoni: Wilt Chamberlain (50,4 poena, u sezoni 1961./62.)
- Najviše postignutih poena u jednoj utakmici: Wilt Chamberlain (100 poena, 3. veljače 1962., u utakmici između Philadelphia Warriorsa i New York Knicksa)
- Najviše postignutih poena u jednom poluvremenu utakmice: Wilt Chamberlain (59 poena)
- Najviše postigntih poena u jednoj četvrtini utakmice: Klay Thompson (37 poena)
- Najviše postignutih poena u jednom produžetku utakmice: Gilbert Arenas (16 poena)

### Doigravanje
- Najviše postignutih poena u karijeri doigravanja: Michael Jordan (5 987 poena)
- Najviši prosjek poena u karijeri doigravanja: Michael Jordan (33,4 poena)
- Najviše postignutih poena u jednoj utakmici doigravanja: Michael Jordan (63 poena, 20. travnja 1986., u dvostrukom produžetku utakmice između Chicago Bullsa i Boston Celticsa)
- Najviše postignutih poena u jednom poluvremenu utakmice doigravanja: Eric Floyd (39 poena)
- Najviše postignutih poena u jednoj utakmici NBA finala: Elgin Baylor (61 poen, 14. travnja 1962., u utakmici između Los Angeles Lakersa i Boston Celticsa)
- Najviše postignutih poena u jednom poluvremenu utakmice NBA finala: Michael Jordan (35 poena, 3. lipnja 1992., u utakmici između Chicago Bullsa i Portland Trail Blazersa)